# Marcelle Monnet-Terrettaz
Marcelle Monnet-Terrettaz, née Terrettaz à Fully le 30 avril 1952, est une femme politique valaisanne, féministe, membre et présidente du parti socialiste du Valais romand. Elle est présidente du Grand Conseil du canton du Valais en 2013-2014.

## Biographie
Treizième d'une famille de 14 enfants, Marcelle Monnet-Terrettaz effectue sa scolarité obligatoire à Fully.
Elle poursuit sa formation par un apprentissage de peintre en bâtiment. Pour être autorisée à suivre les cours professionnels avec les apprentis peintres en bâtiment, tous des garçons, elle doit obtenir une autorisation spéciale du Conseil d'État. Elle obtient en 1970[réf. nécessaire] le certificat fédéral de capacité de sa profession et le premier prix de sa volée ; elle le refuse cependant car il se présente sous la forme d'une montre d'homme.
Après son apprentissage, elle suit une formation de ludothécaire[réf. nécessaire]. Elle est présidente de l'association valaisanne des ludothèques à partir de 2009[Jusqu'à quand ?].
Depuis[réf. nécessaire] son mariage, elle réside dans la commune de Riddes. Elle a deux enfants.

### Parcours politique
Elle commence sa carrière politique en 2001, par une élection au Grand Conseil sur la liste du parti socialiste. Elle est membre de la commission des finances et prend la tête de son groupe parlementaire en 2006. Le 25 mars 2013, elle endosse la fonction de présidente du Grand Conseil pour l'année 2013-2014,. Elle est la quatrième femme à occuper le poste depuis que les Valaisannes ont obtenu le droit de vote en 1970,,. Elle quitte le Grand Conseil à la fin de la législature 2013-2016, non sans avoir préalablement souligné la nécessité pour le canton de repenser le développement du tourisme, hors du ski et des remontées mécaniques[pertinence contestée].
Durant son année de présidence, elle rencontre notamment les milieux associatifs du canton pour les remercier pour tout leur travail et pour leur apport à la qualité de vie dans le canton. Elle cherche également à sensibiliser les députés à la situation des personnes en situation de handicap en expérimentant personnellement les difficultés d'accès au bâtiment du Parlement en chaise roulante.
Parallèlement, elle est membre de l'exécutif communal de Riddes entre 2006 et 2016. Elle y est chargée de la sécurité de la culture, des naturalisations et de l'intégration.

### Mandats associatifs
Elle est présidente[Depuis quand ?] de l'association Solidarité Femmes, dont le but est d'« encourager toutes les femmes (quelle que soit leur appartenance politique) à s'engager dans la vie politique et sociale afin de promouvoir une société plus humaine, plus équitable et mieux équilibrée ». Elle appelle à ce titre les partis à revoir leurs statuts et à exiger la parité entre hommes et femmes lors des élections communales de 2016 et constate que le nombre de femmes à viser la présidence de communes est encore trop restreint. Interrogée sur le harcèlement, elle estime qu'il est nécessaire que les femmes sortent de leur silence car l’irrespect envers les femmes n’épargne pas la politique cantonale. Elle a constaté elle-même que les députées sont parfois victimes de quolibets ou de « gestes pas toujours de bon aloi ».
Elle participe[source insuffisante], en août 2014, à la création de l'association Via Mulieris, dont le but consiste à valoriser l'histoire des femmes en Valais.